# Xorn
Xorn es el alias de dos personajes ficticios que aparecen en los cómics estadounidenses publicados por Marvel Comics. Apareció por primera vez en New X-Men Annual 2001 (septiembre de 2001), fue creado por Grant Morrison y Frank Quitely. Es un mutante que tiene una estrella en miniatura residiendo en su cabeza, que le otorga las habilidades de electromagnetismo gravitacional, autosustento y curación. Se le asocia más comúnmente con los X-Men y la Hermandad de Mutantes. Inicialmente en las páginas de New X-Men, se reveló que era Magneto disfrazado. Sin embargo, Excalibur lo estableció como un personaje separado llamado Kuan-Yin Xorn y su hermano Shen Zorn.

## Historial de publicaciones
Xorn apareció por primera vez en New X-Men Annual 2001 (septiembre de 2001), Xorn fue creado por Grant Morrison y Frank Quitely.Originalmente representado como un mutante chino con una "estrella por cerebro", finalmente se revela que es el enemigo de los X-Men, Magneto, disfrazado en el clímax de la carrera de Morrison. Después de que Magneto aparentemente muere durante el arco de la historia del "Planeta X", aparece vivo en Excalibur (vol. 3) #1 de 2004, que estableció que Xorn nunca fue Magneto. Marvel ha presentado varias explicaciones parciales, tanto en las páginas de cómics como en la prensa, sobre la verdadera naturaleza, identidad y motivos de Xorn.

## Biografía ficticia

### Kuan Yin Xorn
Kuan Yin Xorn apareció por primera vez encarcelado por el gobierno chino. Cuando un oficial mutante corrupto se ofrece a venderlo a John Sublime, Xorn se ve obligado a usar una máscara de calavera diseñada para contener su producción de energía. Los X-Men y los U-Men de John Sublime encontraron a Xorn cuando estaba tratando de suicidarse mediante la eliminación de su máscara, lo que destruiría la Tierra. Cíclope, con la ayuda de Emma Frost), establece contacto con Xorn, convenciéndolo de no suicidarse y ofreciéndole un puesto entre los X-Men. Xorn reaparece cuando Cíclope le sigue la pista hasta un monasterio, donde los monjes le dicen que Xorn ha demostrado poderes curativos. Ambos son capturados por los Shi'ar, pero llegaron a la Mansión X a tiempo para que Xorn sane a los X-Men de una infección nano-centinela, restaurando al Profesor X y su capacidad de caminar.
A pesar de las duras pruebas por las que había pasado, Xorn es optimista, abierto e incluso un poco ingenuo, llevando un diario para compartir sus pensamientos con el Profesor Xavier, ya que está "cegado por el sol debajo de su máscara" y no puede leer su mente. Aquí detalla sus interacciones con los inmigrantes chinos y los residentes de la ciudad de New York, en particular un incidente en el que no pudo salvar a un joven mutante de ser asesinado por policías asustados. Xorn pronto se puso a cargo de la "clase especial", un grupo de inadaptados sociales del Instituto Xavier. A pesar de que espera hacerse amigo de estos estudiantes, se desilusiona, ya que se burlan de él. Está decidido a ayudar a su "clase especial", incluso salvando sus vidas de un grupo de U-Men.
Más tarde, Xorn se quita la máscara, revelándose a sí mismo como el archienemigo de los X-Men, Magneto, que había sido dado por muerto desde la destrucción de Genosha. Magneto explica que la identidad Xorn era una estrategia elaborada con la ayuda de sus seguidores chinos, con el fin de infiltrarse en los X-Men, e incluso la cárcel era una falsificación. Después de lisiar de nuevo a Xavier, "Magneto" destruye la Mansión X y conquista Nueva York, donde esclaviza a la población humana y destruye gran parte de la ciudad. Intenta recrear la Hermandad de Mutantes Diabólicos con el Sapo, la rebelde Esme de las Stepford Cuckoos, y los miembros de la "clase especial": Beak, Angel Salvadore, Martha Johansson, Ernst y Basilisk.
Magneto encuentra, sin embargo, que muchos de sus reclutas no responden a sus ideas y planteamientos. Indeciso y con una fuerte dependencia a la droga "Kick" para aumentar su poder, lucha por mantener la lealtad y el respeto de sus seguidores. Se anuncia un plan para invertir el planeta mediante la inversión de sus polos magnéticos y emplea cada vez métodos más fascistas, incluida la construcción de un crematorio en el que se planea erradicar el resto de la población humana de la ciudad. También parece estar experimentando una forma de trastorno de identidad. Posteriormente es derrotado a manos de los X-Men, pero antes de su captura hiere fatalmente a Jean Grey. Wolverine, en un arrebato sobre la muerte de Grey, decapita a Xorn.

### Shen Xorn
Grant Morrison tenía destinado que Xorn fuese Magneto desde su primera aparición. De acuerdo con el dibujante Chuck Austen, que dirigió la revista X-Men al partir Morison, los editores de Marvel querían al personaje de Xorn y lo trajeron de vuelta como un personaje independiente. 
Xavier toma el cuerpo de Magneto y lo lleva a Genosha, donde se celebra un funeral por el líder mutante fallecido. Sin embargo, Xavier encuentra a Magneto vivo en Genosha. Más tarde, aparece Shen Xorn, quien dice ser el hermano gemelo del Xorn original que, bajo la influencia de la entidad conocida como Sublime, había fingido ser Magneto. Esta afirmación se apoya cuando Emma Frost lleva a cabo un análisis a fondo en la mente de Shen. No mucho tiempo después, Shen Xorn desaparece cuando da rienda suelta a las fuerzas gravitacionales del "agujero negro" en su cabeza para ayudar a los X-Men a derrotar un ataque de una Hermandad de Mutantes Diabólicos dirigidos por Exodus. Más tarde, Shen Xorn se revela como uno de los mutantes que perdieron sus poderes debido a los acontecimientos del Día-M.
La verdadera identidad de Xorn y su relación con el personaje de "Magneto" se convirtió en un tema de confusión para los aficionados. Marvel más tarde declaró que "Kuan-Yin finalmente se reveló como un duplicado de Magneto, como una transformación que se cree que ha sido causada por la hija de Magneto, la Bruja Escarlata". Esta explicación se basó en una sugerencia hecha por el Doctor Strange, quien especuló que Wanda había "jugado con el mundo por mucho más tiempo de lo que ella creía, y puede haber sido responsable del renacimiento desconcertante de su padre".Sin embargo, durante el funeral de Magneto celebrado en Genosha por Xavier asisten varios mutantes, incluidos los hijos de Magneto: Polaris, Quicksilver y la Bruja Escarlata.

### El Colectivo
Después de Dinastía de M, millones de mutantes perdieron sus poderes, incluyendo Magneto y Quicksilver. El poder colectivo perdido de los mutantes llega al Polo Norte, en Alaska, y se fusiona con un trabajador postal mutante Michael Pointer. Desorientado, entra en Canadá y, empuñando el poder de cincuenta mutantes, mata a todos los miembros de Alpha Flight, excepto Sasquatch. Spider-Man y Visión encuentran que sus firmas de energía coinciden con los mutantes sin poderes. En Genosha, el Colectivo restaura el poder de Magneto, que reconoce a la inteligencia que lo controla como "Xorn". Xorn explica que se tomó la imagen de Magneto porque sabía que los mutantes lo seguirían y que necesitaban al Magneto real otra vez. Iron Man, Ms. Marvel y Sentry combinan sus poderes y envían al Colectivo / Xorn al sol. Michael se separa del Colectivo y, al final de la Guerra Civil, es forzado a unirse a la recién formada Gamma Flight usando un traje diseñado para aprovechar sus poderes.

### All-New, All-Different Marvel
Cuando las Nieblas Terrígenas de los Inhumanos se esparcieron en todo el mundo, reduciendo el número de mutantes y suprimiendo cualquier nueva manifestación mutante, una banda militante compuesta por Inhumanos y Mutantes conocidos como los Jinetes Oscuros, que durante mucho tiempo creyeron en la ley de la "supervivencia del más apto", comenzó a atacar a todos Sanadores mutantes. Uno de esos mutantes es Shen Xorn, quien se reveló que fue reconfigurado de alguna manera (se puede suponer que fue reconfigurado por su propio hermano gemelo) y ahora se ha recluido en algún lugar del Tíbet. Fue capaz de matar a Barrage y hacer un trabajo rápido con el resto de los Jinetes después de que eligieron luchar en lugar de tomar té.
Durante el derrocamiento de HYDRA del gobierno de los Estados Unidos, Shen Xorn es elegido para dirigir New Tian, una nación soberana creada para mutantes en algún lugar de California. Más tarde se revela que Emma Frost es la verdadera líder de New Tian y que Xorn es el gobernante títere que ella controla telepáticamente.

## Poderes
Los hermanos Xorn, al parecer, poseen una estrella enana en lugar de un cerebro. Esto les da control absoluto sobre las fuerzas magnéticas y gravitacionales de la Tierra. También demostraron tener telepatía y una asombrosa capacidad de curación. Se estima que Shen Xorn puede utilizar su "estrella/cerebro" como un portal para abrirse entre las dimensiones.

## Otras versiones

### Era de Apocalipsis
Xorn aparece como un recluta potencial de los X-Men. Más tarde, se revela que en realidad es Husk que, manipulada por Mr. Siniestro, planea matar a los X-Men.

### Ultimate Xorn
Los gemelos Xorn son los patriarcas de "El Pueblo", una comunidad de superhumanos creados artificialmente.

## En otros medios

### Videojuegos
- La máscara de Xorn es un "poder" que obtiene un jugador en X-Men Legends.

Esta se obtiene ganando el último nivel de la sala de entrenamiento (Training Room), puede asignársela a un solo personaje y le da la enorme ventaja de no consumir energía cuando ejecuta poderes especiales, por lo que vuelve infinita su energía siempre que tenga equipada la máscara.
Conseguirla es muy difícil, pues el escenario está plagado de Acolites de todo tipo (Warrior, Master, Energy), además de jefes finales como Juggernaut, Marrow, Sabretooth. Es mejor llegar bien acompañado con mutantes de clases variadas, es decir, que hagan daño físico (Wolverine, Colossus), energético (Cyclops, Gambit, Iceman Storm) y psíquico (Jean Grey, Emma Frost). Además, llegar con reservas de salud y energía, los íconos rojos y azules respectivamente y, en lo posible, afrontar este reto como mínimo en un nivel 38 (lo máximo es nivel 45).